# Копейкин, Николай Андреевич
Никола́й Андре́евич Копе́йкин (род. 6 февраля 1966, Томск, СССР) — российский художник, один из «Колдовских художников», кинорежиссёр студии НОМфильм, музыкант. С 1999 года участник группы НОМ. В течение некоторого времени Копейкин —  участник Санкт-Петербургского андерграунда. Тяготеет к участию в «большем художественном процессе» и современном искусстве. Его работы находятся в коллекциях Третьяковской галереи, в Русском музее, музее современного искусства Эрарта.

## Биография
Родился в Томске в 1966 году, живёт и работает в Санкт-Петербурге.
- 1990 — окончил БГПИ, факультет иностранных языков.
- 1994 — окончил БГТУ им. Шухова (институт экономики и менеджмента, кафедра теории и методологии науки).
- 1997 — петербургский художник.
- с 1999 года сотрудничает с рок-группой Н. О.М. («Неформальное объединение молодёжи»).
- с 2002 года Лидер художественного объединения КОЛХУи («Колдовские художники»). Создатель и последователь собственного направления в изобразительном искусстве — мультреализм.

## Творчество
Творчество Николая Андреевича Копейкина связано с созданным направлением «мультреализм» — художественным направлением, объединяющим всех «Колдовских художников». Движение придерживается принципа «честного» искусства «рисую как могу», и считает, что содержание важнее формы произведения. Содержание работ часто является ироничным или саркастичным заявлением на политико-бытовые темы.

Цели мультреализма:

…критический подход обусловлен основной сверхзадачей любого «Колдовского Художника» — не очаровать, а разочаровать зрителя, то есть расколдовать его, заставить сломать привычный взгляд на окружающую действительность и самого себя, увидеть мир вокруг лишённым шелухи иллюзий, в чистом, божественно волшебном свете!— КОЛХУи
Копейкин о творчестве:

С друзьями и коллегами по цеху создали свою секту «КОЛХУИ» — Колдовские Художники. Среди нас нет ни одного профессионального художника со специальным образованием. Профессионализм в искусстве, как и в жизни — это одно из зол, с которым мы боремся, начиная с себя.

В художественной жизни есть профессионалы — хранители и продолжатели традиций разных школ, направлений, например. Я к ним спокойно отношусь. Не всем же прокладывать новые пути. Они предпочитают ходить по большим, уже асфальтированным проспектам в мире искусств. Для них такие, как я, — дилетанты и выскочки. Но снобизм всегда смешон. И для меня профессиональный художник — это то же самое, что профессиональный философ. Я не знаю, какие ВУЗы кончал Сократ…— Николай Копейкин

## Выставки
С 1997 года участвовал в более чем 200 передвижных выставках в Европе и России.
Более 60 персональных выставок в Санкт-Петербурге, Москве, Швейцарии, Дании, Бельгии, Италии, Франции, Австрии, Германии, Нидерландах, Польше, Словении.
- 2022 - «MetaBlizzard», выставочный зал ArtBox, Санкт-Петерург, Россия[4]
- 2012 — «Волшебная федерация», музей и галереи современного искусства «Эрарта», Санкт-Петербург, Россия[5]
- 2009 — «Мультреализм», Центральный Дом Художника, Москва, Россия
- 2009 — «Plein Art», Erlin Gallery, Будапешт, Венгрия
- 2009 — «Живопись», Центральный выставочный зал «Манеж», Санкт-Петербург, Россия
- 2008—2009 — «БГ, ГБ и НТП», галерея «Д137», Санкт-Петербург, Россия
- 2008 — «Слоны Петербурга», галерея «Борей», Санкт-Петербург, Россия
- 2008 — Персональная выставка в ЦВЗ Манеж (Санкт-Петербург)
- 2006 — «No name», Expansionist Art Empire Gallery, Лейден, Нидерланды
- 2004 — «ЧМО. (Человек, Магия, Общество)» 2004, Санкт-Петербург, Москва (первая большая выставка «Колдовских Художников»)[3]
- 2005 — «Просто ломовая», Гранд палас, Санкт-Петербург, Россия
- 2001 — «Счастье на ниточке», Галерея «Борей», Санкт-Петербург, Россия
- 1999 — «14 картин», выставочный зал «На Литейном», Санкт-Петербург, Россия
- 1998 — «За жизнь», киноцентр «Спартак», Санкт-Петербург, Россия
- 1997 — «Винегрет на постном масле», Центральный дом художника, Москва, Россия

## Работы находятся в собраниях
- Музей современного искусства «Эрарта», Санкт-Петербург

## Фильмы
Режиссёр, сценарист (совместно с Андреем Кагадеевым) студии НОМФИЛЬМ.
- Пасека (2002)
- Геополипы (2004)
- Беларуская быль (2006)
- Фантомас снимает маску (2007)
- Коричневый век русской литературы (2008)
- Звёздный ворс (2011)

Работы Копейкина использовались для создания клипа группы «Ленинград» «Химкинский лес» (режиссёр Андрей Закирзянов).